# Lobivia boedekeriana
Lobivia boedekeriana là một loài thực vật có hoa trong họ Cactaceae. Loài này được (Harden ex Boed.) J. Ullmann mô tả khoa học đầu tiên năm 1992.